# لیچفیلد جانکشن (آریزونا)
لیچفیلد جانکشن (به انگلیسی: Litchfield Junction) یک منطقهٔ مسکونی در ایالات متحده آمریکا است که در آریزونا واقع شده‌است. لیچفیلد جانکشن ۲۹۴ متر بالاتر از سطح دریا واقع شده‌است.